# St. Bartholomäus (Oberglogau)

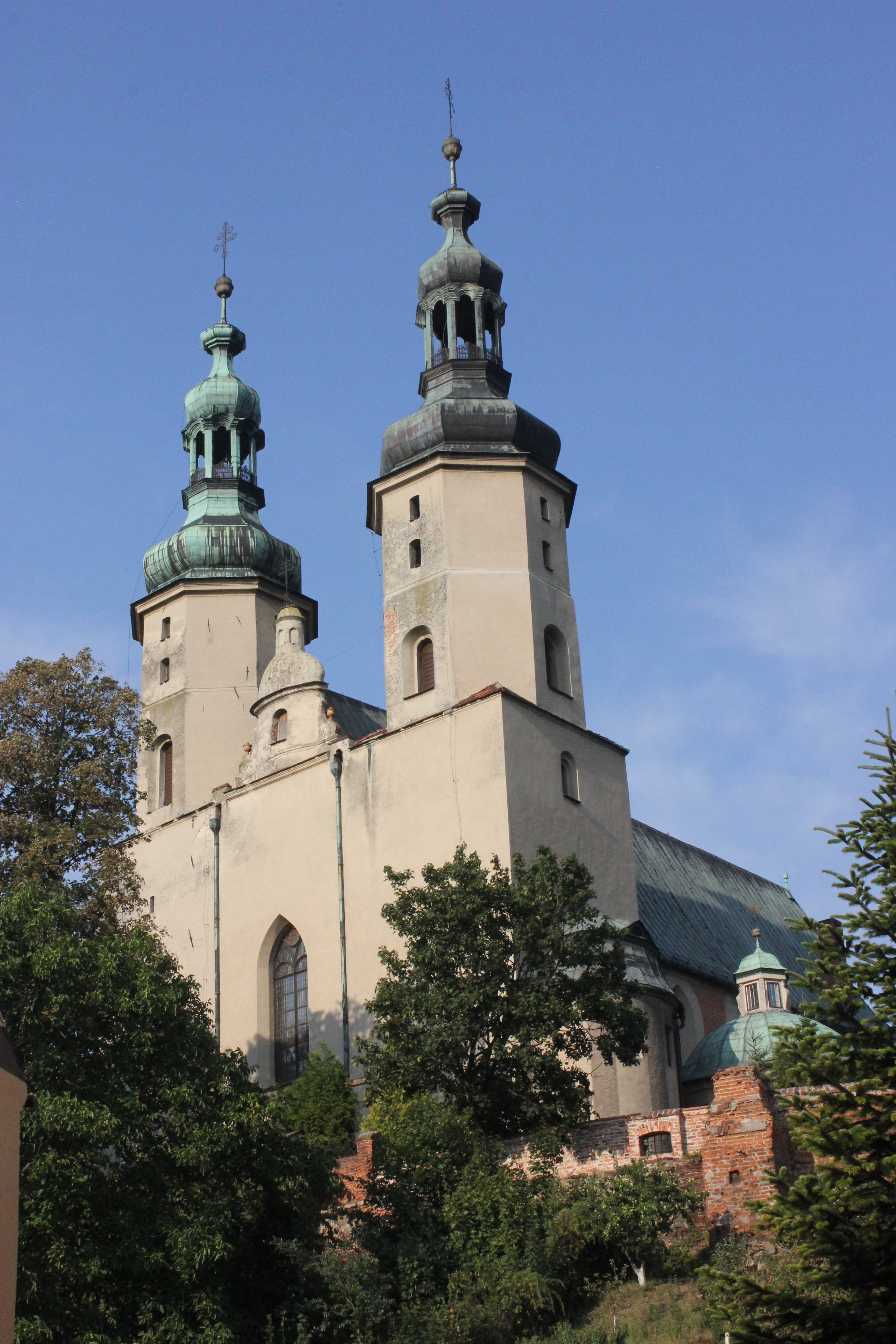
Bartholomäuskirche mit Doppelturmfassade

Die Bartholomäuskirche (polnisch Kościół św. Bartłomieja w Głogówku) in Oberglogau in der Woiwodschaft Oppeln ist eine römisch-katholische Kirche aus dem 14. Jahrhundert. Sie befindet sich auf einer Anhöhe in der Oberglogauer Altstadt, ist im gotischen und barocken Stil gebaut und besitzt zwei Glockentürme. Sie ist die Pfarrkirche von Oberglogau und steht unter Denkmalschutz.

## Geschichte

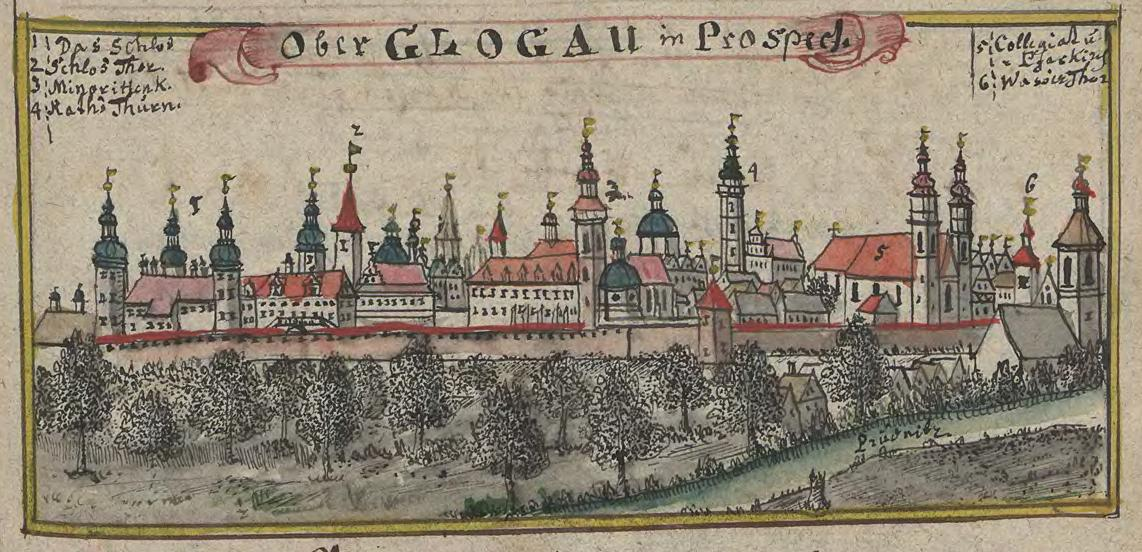
Oberglogau Mitte des 18. Jahrhunderts – rechts die Kirche St. Bartholomäus

Erstmals erwähnt wurde die Kirche am 10. Juni 1284 in einem Dokument, in dem ein Pfarrer Tilo genannt wird. Die heutige Kirche stammt aus der zweiten Hälfte des 14. Jahrhunderts. Am 24. Februar 1379 errichtete der Oppelner Herzog Boleslaus II. bei der Pfarrkirche ein Kollegiatstift. Dadurch erhielt sie den Rang einer Stiftskirche und wurde im Volksmund „Glogauer Dom“ genannt. Der heutige Bau stammt aus der Zeit um 1380. Der Bau wurde 1428 während der Hussitenkriege zerstört und 1463 wieder aufgebaut. Während der Reformation wurde die Kirche ab 1524 kurzzeitig durch die Protestanten genutzt. Im 16. Jahrhundert wurde die Oppersdorff-Kapelle angebaut, in der Angehörige der Adelsfamilie ruhen. 1582 zerstörte ein Feuer die Kirchtürme, die kurz danach wieder aufgebaut wurden.
1765 geriet die Kirche in Brand, der Innenraum und die Türme wurden zerstört. Von 1776 bis 1781 wurde unter der Leitung des Prälaten Anton Borek das Innere der Kirche barockisiert. Die Malereien stammen von Franz Anton Sebastini, Figuren und plastische Ornamente wurden von Johann Schubert geschaffen. 1810 wurde das Kollegiatstift säkularisiert. 1906 wurde die Kirche umfangreich renoviert.
Durch Kampfhandlungen Ende des Zweiten Weltkriegs 1945 wurden die barocken Turmhelme zerstört. 1958 wurden sie wieder hergestellt. Seit 1951 steht der Kirchenbau unter Denkmalschutz.

## Architektur und Ausstattung

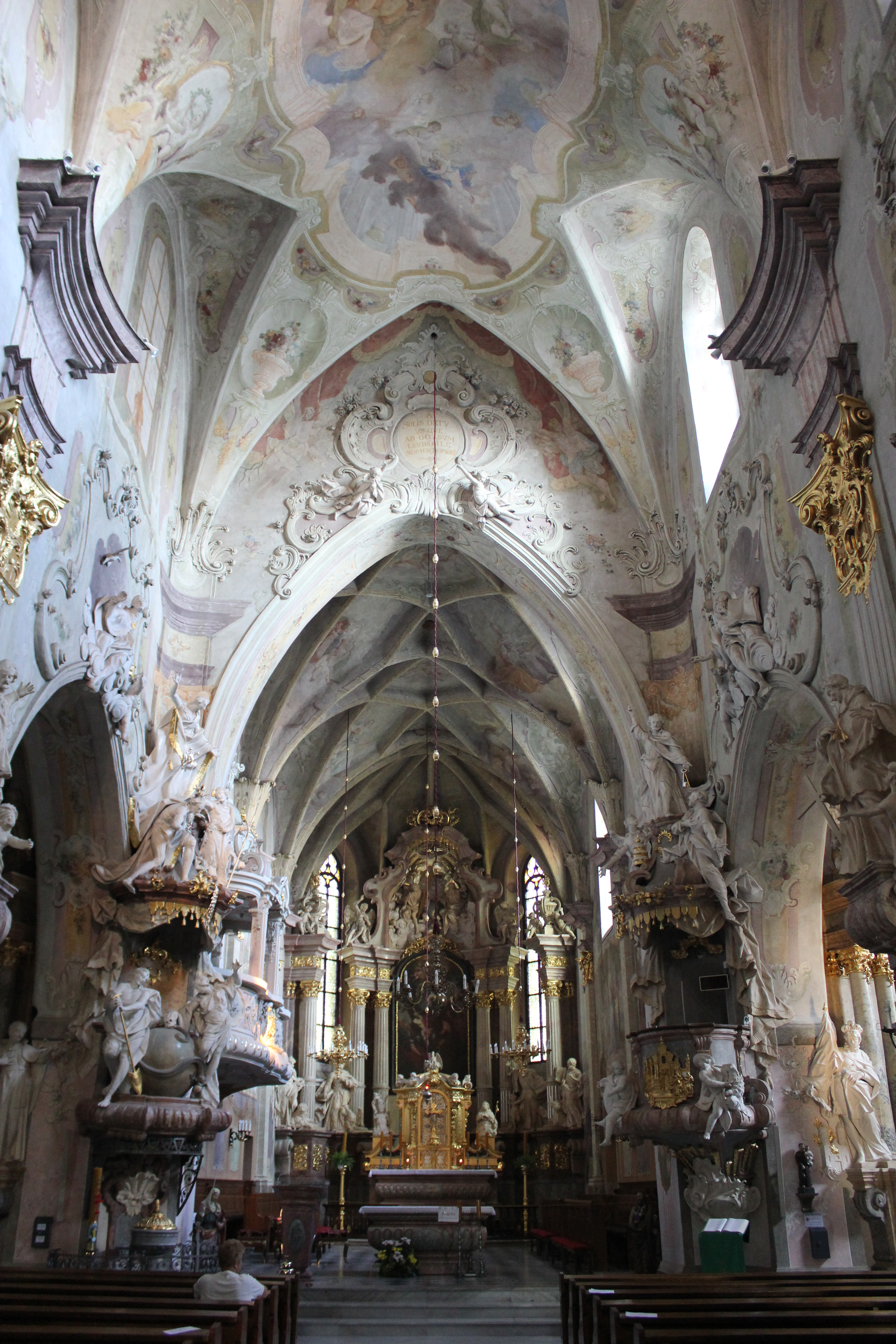
Innenraum mit barocken Hauptaltar

Der Backsteinbau ist eine ursprünglich gotische Kirche, welche im Stil des Barocks überformt wurde. Dominiert wird der Bau durch die Doppelturmfassade an der Westseite. Das dreischiffige Langhaus besitzt ein gesteltzes Satteldach. Das Mittelschiff besitzt Tonnengewölbe mit Stichkappen.
Der einschiffige Chor besitzt einen 3/8-Schluss und Netzgewölbe im Inneren. Flankiert wird der Chor durch die Sakristei im Süden und die Oppersdorffsche Kapelle im Norden.
Die Freskenmalereien von Franz Anton Sebastini Stellen Szenen aus dem Leben des hl. Bartholomäus dar.

## St.-Josephs-Kapelle
Die Josephskapelle mit Kuppel und Laterne entstand 1688 auf quadratischem Grundriss. In der Kapelle befindet sich ein Fresko mit der Darsterllung der Hochzeit von Maria und Josef.

## Candida-Kapelle
Die der hl. Candida geweihte Kapelle mit elliptischer Kuppel stammt aus dem 18. Jahrhundert. Nebenan befindet sich eine zweigeschossige Vorhalle, in deren Obergeschoss sich seit 1768 eine Bibliothek befindet.

## Oppersdorffsche Kapelle
Die Oppersdorffsche Kapelle (auch Schwarze Kapelle oder Totenkapelle) wurde Ende des 14. Jahrhunderts errichtet. Seit 1601 enthält sie die Familiengruft derer von Oppersdorff. Die Kapelle besitzt ein Sterngewölbe mit Steinkonsolen und Schlusssteinen sowie u. a. den Spätrenaissance-Grabstein zum Gedenken an Johann Georg von Oppersdorff. Darüber befindet sich ein Relief mit dem Opersdorff-Stammbaum.